# Catalisi eterogenea
In chimica, per catalisi eterogenea si intende una tipologia di catalisi in cui il catalizzatore e il reagente esistono in due fasi differenti.
Il processo della catalisi eterogenea avviene quindi in prossimità dell'interfase reagente-catalizzatore, che può essere di vari tipi, ad esempio fluido-solido o liquido-liquido (nel caso di due liquidi immiscibili).
Alcuni esempi sono: valorizzazione di anidride carbonica, metano, metanolo, propano e composti rinnovabili.
I sistemi catalitici eterogenei possono essere costituiti anche da un catalizzatore (propriamente detto) fissato ad un supporto solido. Il supporto ha la funzione di mantenere allo stato solido il catalizzatore che altrimenti si disperderebbe nel fluido; infatti molto spesso i catalizzatori hanno un costo elevato, per cui non sarebbe economicamente conveniente che questi vengano trasportati dalla corrente fluida, nel qual caso si dovrebbe ricorrere a delle sostituzioni più frequenti del catalizzatore. Altre funzioni del supporto sono: ridurre la quantità di specie attiva, fornire una superficie e grandezza dei pori ottimale, aumentare la resistenza meccanica, aumentare la capacità di scambio di calore e stabilizzare componenti metalliche presenti.

## Meccanismo della catalisi eterogenea

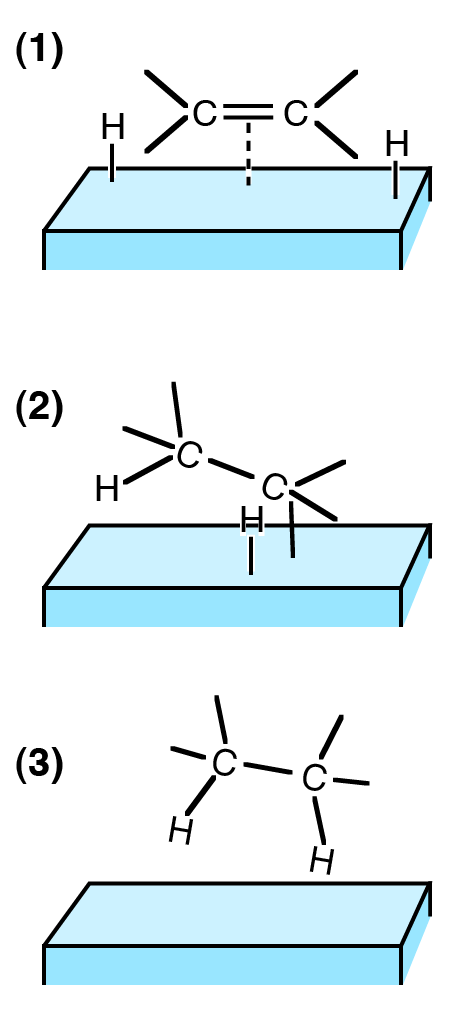
Processo di idrogenazione catalitica dell'etene.

Perché la reazione abbia luogo, il reagente deve diffondere sulla superficie del catalizzatore e adsorbirsi ad esso. Avvenuta la reazione, il prodotto deve desorbirsi e allontanarsi dalla superficie del catalizzatore.
Il meccanismo di catalisi eterogenea (che come abbiamo detto avviene prevalentemente all'interno dei pori del catalizzatore), può essere schematizzato come segue:
1. trasporto di materia (detto "trasporto esterno") dei reagenti dal bulk del fluido (in cui si trova il reagente) fino alla superficie del catalizzatore
2. trasporto di materia (detto "trasporto interno") dei reagenti dall'imbocco del poro del catalizzatore fino al sito attivo
3. adsorbimento dei reagenti sulla superficie del catalizzatore (solido)[11]
4. reazione chimica sulla superficie del catalizzatore
5. desorbimento dei prodotti dalla superficie del catalizzatore; in questa fase il prodotto della reazione viene rilasciato in quanto ha una minore affinità col catalizzatore rispetto ai reagenti
6. trasporto dei prodotti dal sito attivo all'imbocco del poro ("trasporto interno")
7. trasporto dei prodotti dall'imbocco del poro al bulk del fluido ("trasporto esterno").

Inoltre, nel caso di reattori gas-liquido, bisogna aggiungere il trasporto dei reagenti dal gas al liquido.
Un esempio di catalizzatore eterogeneo è il ferro, che viene usato nel processo Haber per fare reagire azoto e idrogeno e produrre ammoniaca; in questo caso il triplo legame che tiene uniti i due atomi di azoto è indebolito dall'adsorbimento sulla superficie del catalizzatore, rendendo più reattivo il gas e aumentando la velocità della reazione.
In genere il trasporto di materia dei reagenti e dei prodotti da una fase all'altra svolge un ruolo determinate nella cinetica della reazione. Inoltre tanto più è estesa la superficie del catalizzatore (comprensiva della superficie interna dei pori), tanto più elevata sarà la velocità della reazione.